# Robin van Kampen
Robin van Kampen (* 14. November 1994 in Blaricum) ist ein niederländischer Schachgroßmeister.

## Leben

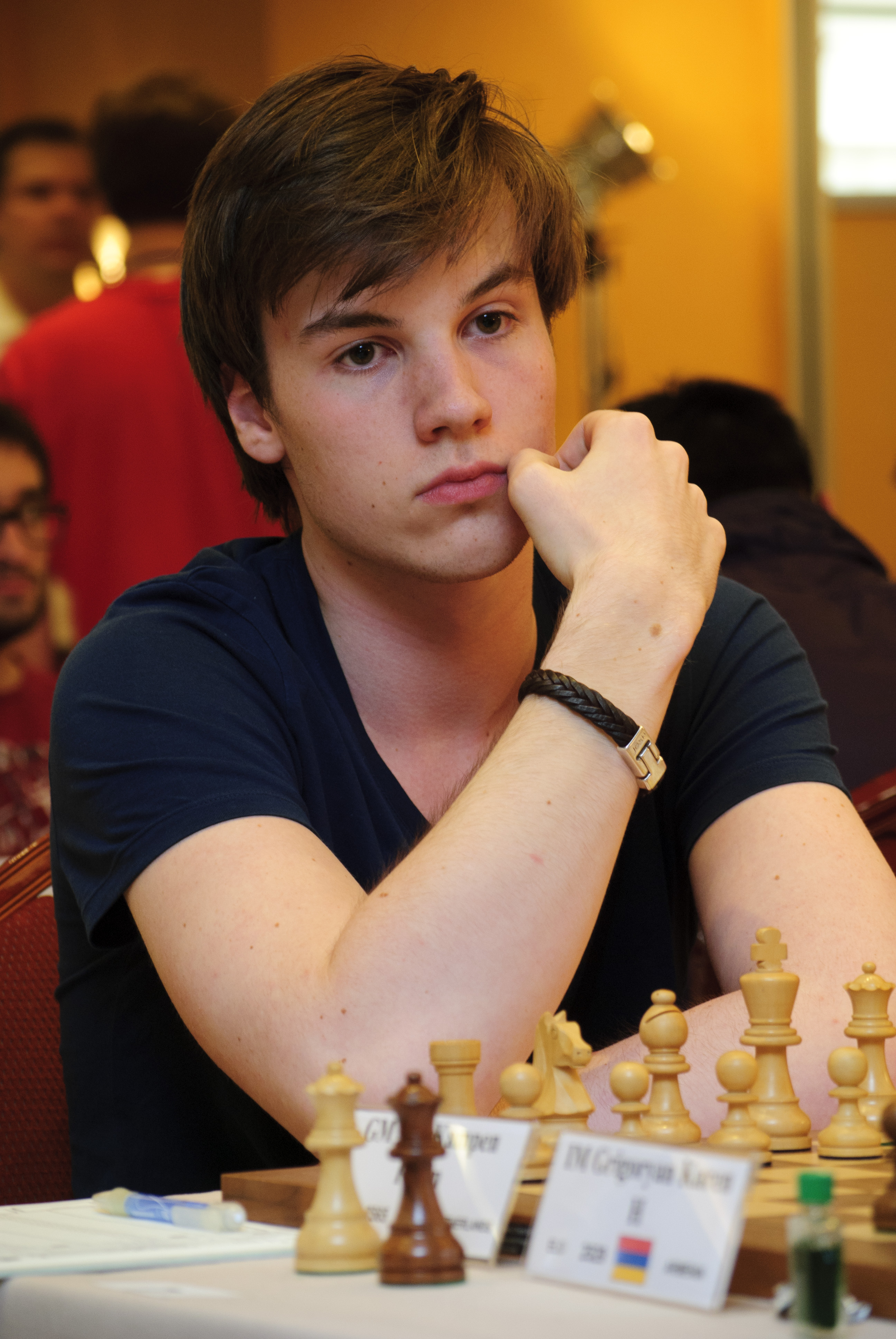
Robin van Kampen bei der U20-WM 2012 in Athen

Robin van Kampen wuchs in Bussum in der niederländischen Provinz Noord-Holland auf. Er besuchte die International School „Alberdingk Thijm“ in Hilversum, eine IB-Schule, und im Anschluss das Comenius College in Hilversum.
Trainiert wurde er von Jop Delemarre und später Vladimir Chuchelov. Für Anish Giri war van Kampen von 2011 bis 2014 Sekundant.
Für Chess24 entwickelte und moderierte van Kampen eine siebenstündige Videoserie über die Königsindische Verteidigung aus Sicht des Spielers mit den schwarzen Figuren.

## Erfolge

### Turniere
Robin van Kampen gewann mehrere niederländische Jugendmeisterschaften: U12 2006, U14 2007, U16 2008 und U20 2009. Bei der U16-Europameisterschaft 2009 in Fermo wurde er hinter Gil Popilski Vizeeuropameister. 2011 gewann er das Helmut-Kohls-Turnier der Dortmunder Schachtage. Bei der niederländischen Einzelmeisterschaft 2013 in Amsterdam wurde er Dritter hinter Dimitri Reinderman und Wouter Spoelman, noch vor Sergey Tiviakov. Zweiter wurde van Kampen im März 2014 beim Open in Reykjavík (hinter Li Chao) und bei der offenen kanadischen Meisterschaft im Juli 2014 in Montreal (hinter Sergey Tiviakov). Bei der niederländischen Einzelmeisterschaft 2015 in Amsterdam wurde er erneut Dritter, dieshalb hinter Anish Giri und Loek van Wely.

### Mannschaftsschach

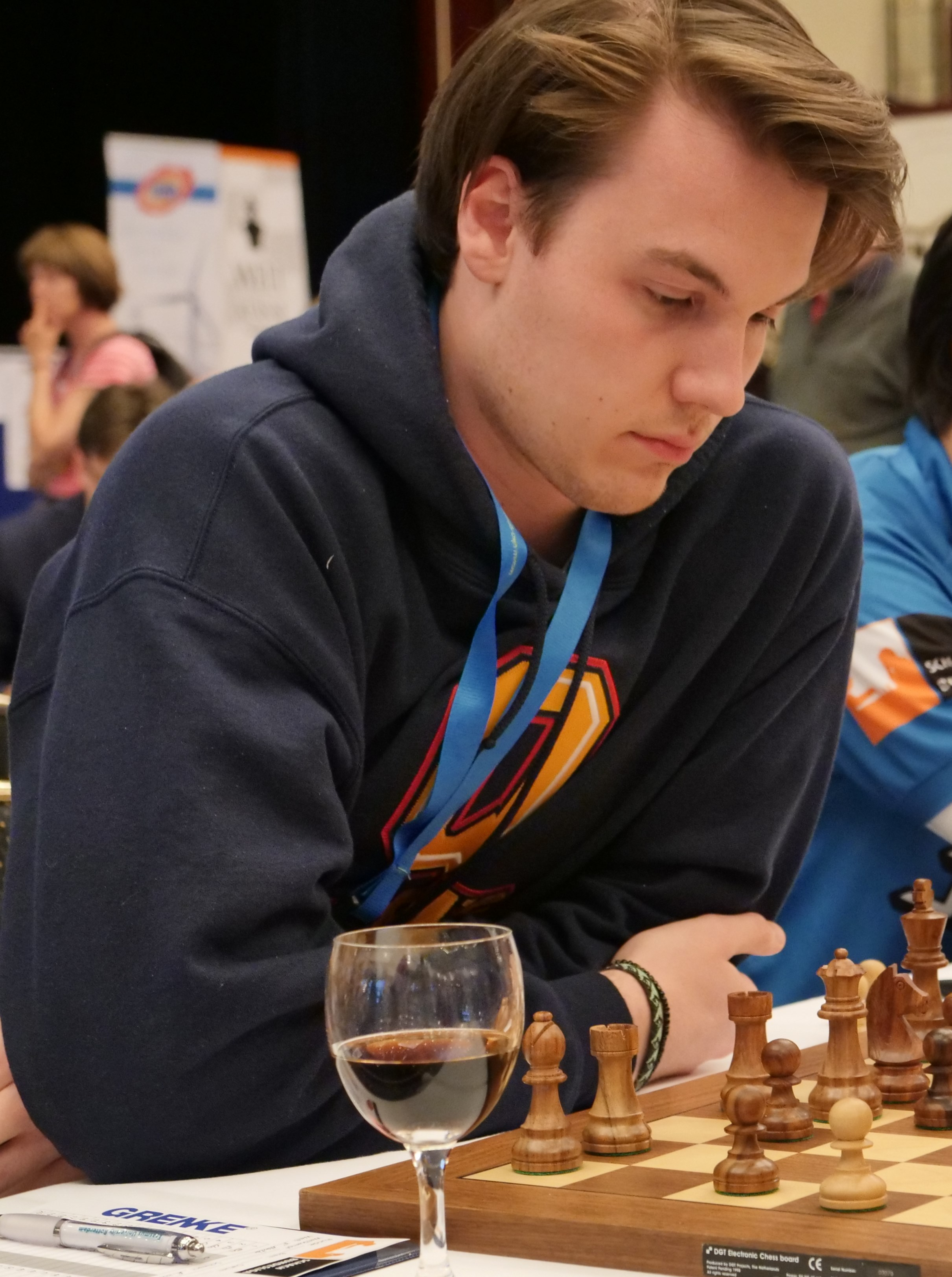
Für Solingen in der Bundesliga-Endrunde 2018 in Berlin

Sein erster Verein war die Baarnse Schaakvereniging, der er im Alter von sieben Jahren beitrat. Mit der Hilversums Schaakgenootschap gewann er in den Saisons 2008/09, 2009/10 und 2010/11 die niederländische Mannschaftsmeisterschaft. Nach dem Abstieg Hilversums 2011/12 spielte Robin van Kampen in der Saison 2012/13 für Kennemer Combinatie und seit der Saison 2014/15 für die Bussums Schaakgenootschap. Die belgische Mannschaftsmeisterschaft gewann er in der Saison 2010/11 mit dem KSK 47 Eynatten und in der Saison 2014/15 mit L’Echiquier Amaytois, die britische Four Nations Chess League (4NCL) in den Saisons 2012/13, 2013/14, 2014/15, 2015/16, 2016/17 und 2017/18 mit Guildford A&DC. In der deutschen Schachbundesliga spielte er von 2013 bis 2015 für den Hamburger SK, seit 2015 spielt er für die Schachgesellschaft Solingen, mit der er 2016 deutscher Mannschaftsmeister wurde. Vorher spielte er in der 2. Bundesliga West für den Bochumer SV. In der isländischen Mannschaftsmeisterschaft der Saison 2013/14 spielte er für den Reykjavíker Verein GM Hellir. Am European Club Cup 2014 nahm er mit Skákfélag Huginn teil.
Für die niederländische Nationalmannschaft spielte er bei der Europameisterschaft 2013 in Warschau und der Schacholympiade 2014 in Tromsø jeweils am Reservebrett sowie bei der Schacholympiade 2016 in Baku am vierten Brett.

### Titel und Rating
Als 14-Jähriger erzielte er drei Normen zum Erhalt des Titels Internationaler Meister: im Februar 2009 beim Batavia-Turnier in Amsterdam, das er gewann, obwohl er von den zehn Teilnehmern nur an neunter Stelle gesetzt war, im acht Tage danach beginnenden Cappelle-la-Grande-Turnier mit Übererfüllung sowie im Juli desselben Jahres im Atlantisturnier in Groningen. Der Titel wurde ihm im Oktober 2009 verliehen. Großmeister ist er seit Oktober 2011. Die Normen hierfür erzielte er im August 2010 beim BDO-Turnier in Haarlem mit Siegen gegen unter anderem Maxim Turow und Dimitri Reinderman, im Dezember 2010 beim Schachfestival in Groningen sowie im Juli 2011 beim Helmut-Kohls-Turnier in Dortmund, einem Begleitturnier zu den Dortmunder Schachtagen.
Im Februar 2015 liegt er auf dem vierten Platz der niederländischen Elo-Rangliste.